# Bruno Pisani
Bruno Pisani (Verona, 6 marzo 1918 – ...) è stato un calciatore italiano, di ruolo attaccante.

## Caratteristiche tecniche
Giocava come ala destra.

## Carriera
Nella stagione 1940-1941 ha segnato 9 gol in Serie C con la M.A.T.E.R. Roma, con cui nella stagione 1941-1942 ha vinto il campionato segnando anche 29 gol. Nella stagione 1942-1943 ha invece realizzato 10 reti in 29 presenze in Serie B.
Durante la Seconda guerra mondiale ha preso parte al Campionato romano di guerra 1943-1944, durante il quale ha realizzato 6 reti in 14 presenze. Dopo la fine del conflitto è passato al Verona, squadra della sua città natale, con cui durante la stagione 1945-1946 ha giocato in Serie B, segnando una rete in 7 presenze.
Nella stagione 1946-1947 ha giocato 11 partite in Serie B con il Cosenza, squadra con cui durante la stagione 1947-1948 ha disputato altre 20 partite nella serie cadetta.
In carriera ha giocato complessivamente 57 partite in Serie B, segnandovi in tutto 11 reti.

## Palmarès

### Club

#### Competizioni nazionali
- Serie C: 1

M.A.T.E.R.: 1941-1942